# Klaus Voormann

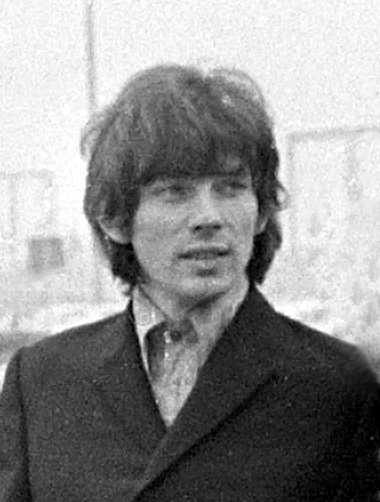
Klaus Voormann (1967)

Klaus Otto Wilhelm Voormann, född 29 april 1938 i Berlin, är en tysk grafiker och musiker.
Voormann lärde känna The Beatles i Hamburg i början på 1960-talet då han sällskapade med Astrid Kirchherr. Han formgav omslaget till The Beatles album Revolver från 1966 och spelade bas i John Lennons grupp Plastic Ono Band på 1970-talet. Han var dessförinnan basist i gruppen Manfred Mann 1966–1969 och erbjöds också platser i The Hollies och The Moody Blues, men tackade nej.
Voormann har också designat skivomslag till bland andra Wet Wet Wet, Turbonegro och Bee Gees. Vid mitten av 1990-talet fick han uppdraget att designa omslagen till The Beatles Anthology del 1, 2 och 3. Dessa utformade han som kollage av gamla foton.